# Oriole de Porto Rico
Icterus portoricensis
Espèce
Statut de conservation UICN

 LC  : Préoccupation mineure
L'Oriole de Porto Rico (Icterus portoricensis) est une espèce d'oiseaux de la famille des ictéridés, endémique de Porto Rico.

## Aire de répartition
Cette espèce est endémique de Porto Rico.